# Coupe au maître
La coupe au maître est un des plans utilisés en architecture navale. Il s'agit du document de référence le plus important avec le plan de formes et le plan d'ensemble.
La coupe au maître est une section du navire au niveau du maître-bau, c'est-à-dire la plus grande largeur du navire. Dans le cas où le navire comporte une grande portion parallèle, c'est le milieu du navire qui est choisi.
La coupe au maître est utilisée comme section d'échantillonnage type : elle permet de préciser les échantillonnages, c'est-à-dire l'épaisseur des matériaux utilisés à chaque endroit, l'épaisseur des renforts, et le type de renforts utilisés.

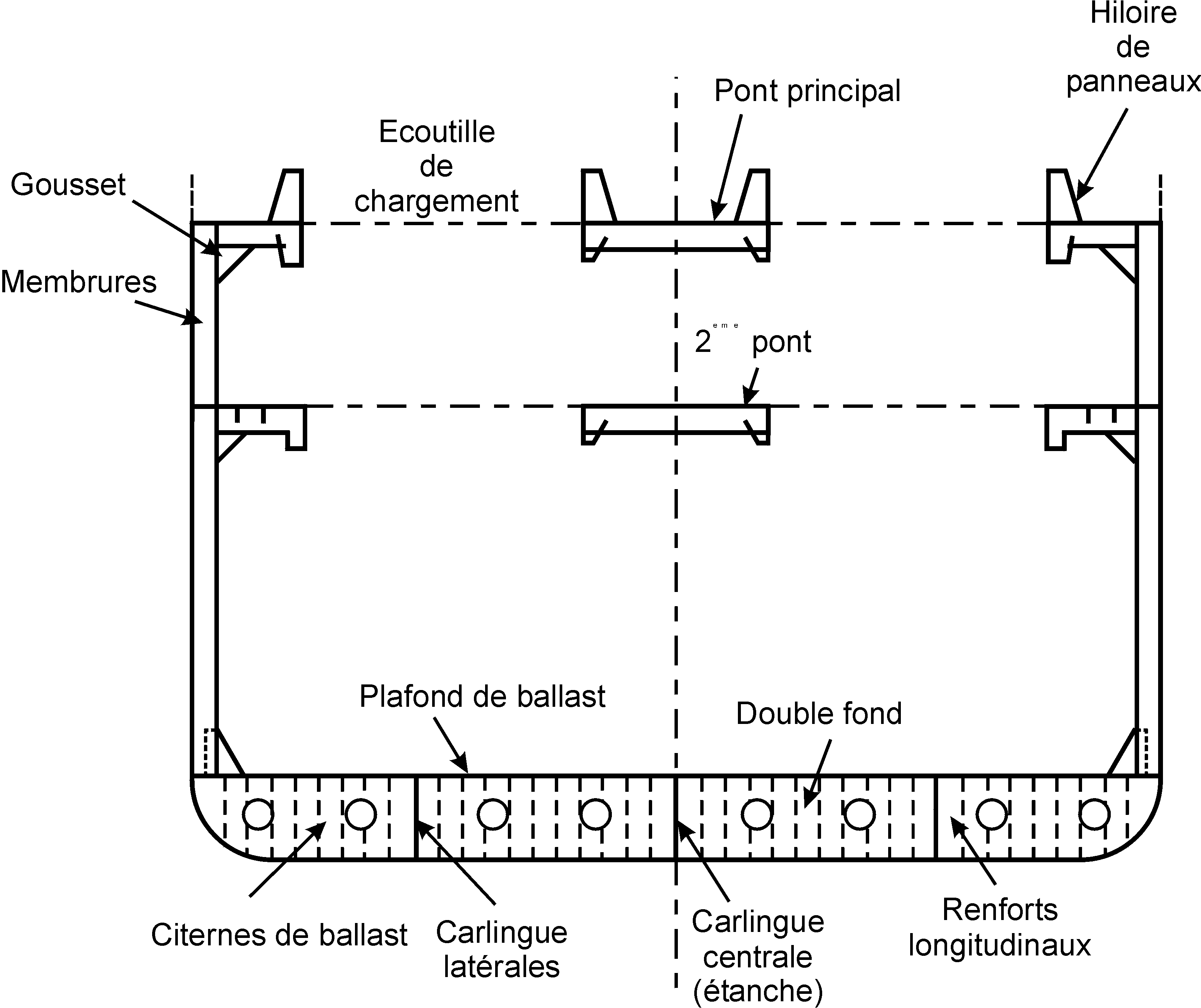
Coupe au maître typique pour un cargo polyvalent, et vocabulaire associé.

## Exemples

Pour un vraquier (simplifiée)
Pour un minéralier (simplifiée)
Coupe au maître typique d'un vraquier
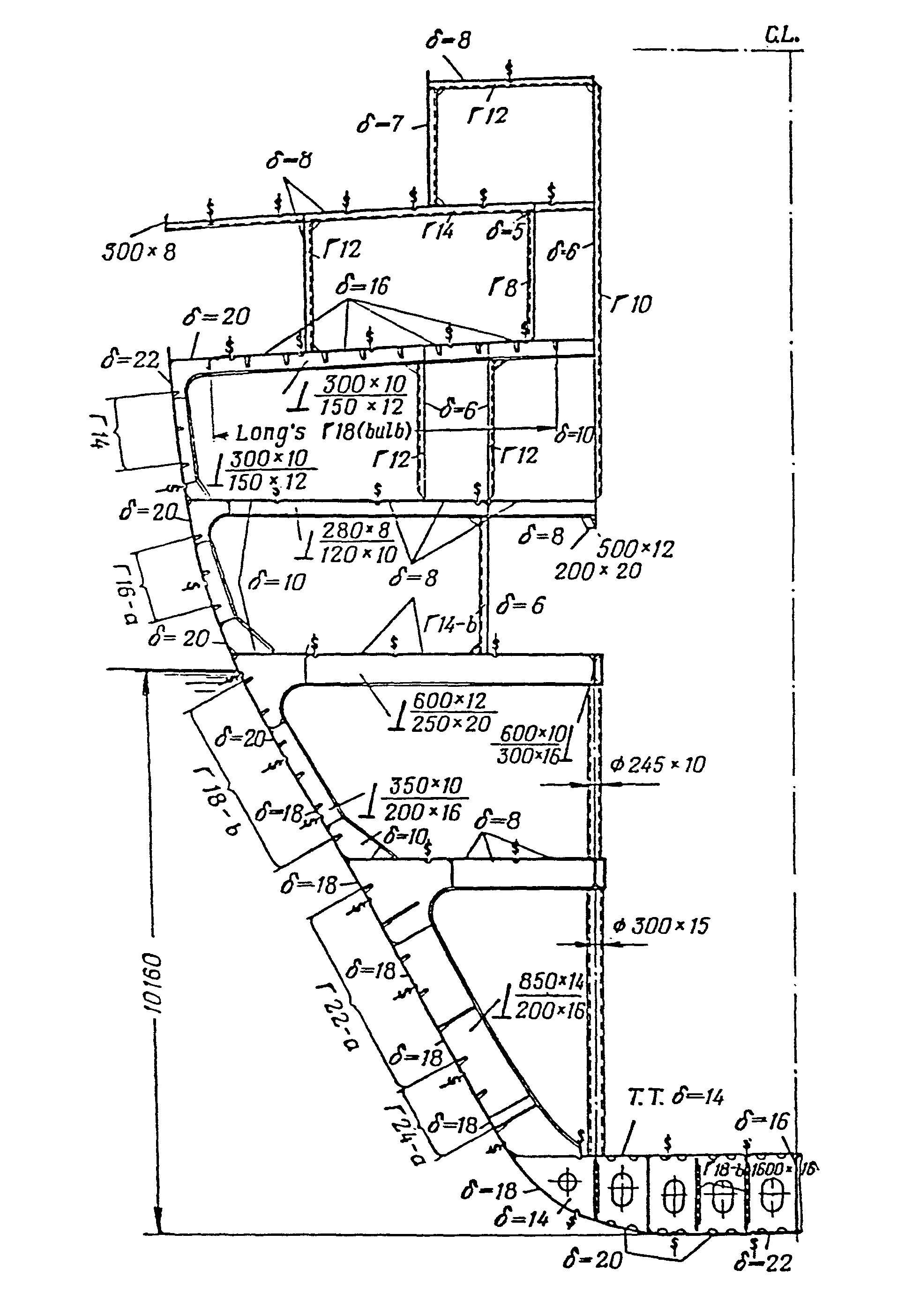
Section au niveau de la salle des machines d'un pétrolier